# Svalövs landskommun
Svalövs landskommun var en tidigare kommun i dåvarande Malmöhus län.

## Administrativ historik
Kommun bildades när Sveriges kommuner inrättades år 1863 av Svalövs socken i Rönnebergs härad i Skåne. 
Den 23 maj 1941 inrättades Svalövs municipalsamhälle som även var belägen i Felestads landskommun. Municipalsamhället upplöstes vid årsskiftet 1952/1953.
Vid kommunreformen 1952 bildade den storkommun genom  sammanläggning med de tidigare kommunerna Tirup och Felestad.
1969 uppgick i landskommunen Kågeröds landskommun, Röstånga landskommun (utom området Billinge), Teckomatorps landskommun (utom området Södervidinge) samt områdena Sireköpinge och Billeberga ur Rönneberga landskommun.
1971 ombildades landskommunen till Svalövs kommun. 
Kommunkod var 1214.

### Kyrklig tillhörighet
I kyrkligt hänseende tillhörde kommunen Svalövs församling. Den 1 januari 1952 tillkom Felestads församling och Tirups församling.

## Kommunvapnet
Blasonering: I grönt fält en såningsman av guld.
Vapnet föreslogs av Riksheraldikerämbetet och fastställdes av Kungl. Maj:t år 1946. Såningsmannen symboliserar Sveriges utsädesförenings verksamhet i Svalöv.

## Geografi
Svalövs landskommun omfattade den 1 januari 1952 en areal av 41,51 km², varav 41,27 km² land.

### Tätorter i kommunen 1960
I Svalövs landskommun fanns tätorten Svalöv, som hade 1 814 invånare den 1 november 1960. Tätortsgraden i kommunen var då 64,5 procent.

## Politik

### Mandatfördelning i valen 1938-1968
| 16 | 7 |

| 21 |

| 17 | 6 |

| 22 |

| 16 | 5 | 2 |

| 22 |

| 23 | 7 | 5 |

| 32 |

| 22 | 4 | 2 | 7 |

| 32 |

| 20 | 6 | 2 | 7 |

| 30 | 5 |

| 21 | 6 | 2 | 6 |

| 30 | 5 |

| 20 | 7 | 3 | 5 |

| 28 | 7 |

| 19 | 12 | 4 | 5 |

| 35 |